# Palpitation
Une palpitation (ou des palpitations) correspond au fait de ressentir ses propres battements cardiaques de façon désagréable (les battements peuvent être plus rapides, plus lents, plus forts ou irréguliers).
Les épisodes peuvent s'étendre de quelques secondes à plusieurs heures, être quotidiens ou plus rares. Ils peuvent être bien ou mal tolérés.
S'ils sont associés à des signes fonctionnels comme un malaise ou une douleur thoracique, une exploration est alors nécessaire.

## Diagnostic

### Éléments importants à noter
Plusieurs formes de palpitations peuvent être décrites.
- Battements isolés : extrasystoles, bloc auriculo-ventriculaire de type II
- Battements rapides : tachycardie (régulière ou non)
- Battements amples : bigéminisme, bloc auriculo-ventriculaire, arythmie (quelle qu'en soit la cause)

Les circonstances de survenue doivent être précisées : à l'effort ou au repos, le jour ou la nuit, ou par exemple lors de la prise de substances excitantes.
Le mode de déclenchement et d'arrêt peut orienter le diagnostic (dans le cas par exemple d'une maladie de Bouveret, on observe un début et une fin brusques).
Les palpitations peuvent être rares, peu gênantes, ou au contraire invalidantes.
Les palpitations peuvent être isolées ou s'accompagner d'une douleur thoracique ce qui pourrait alors faire penser à une angine de poitrine, ou un essoufflement pouvant évoquer une insuffisance cardiaque. Elles peuvent précéder ou accompagner une syncope ou un malaise. Ces palpitations non isolées doivent faire l'objet d'une évaluation par un cardiologue.
Il est aussi important que les antécédents personnels et familiaux soient pris en considération, en particulier s'il existe un cas  de mort subite chez une personne apparentée.

### Démarche diagnostique
Un examen clinique cardio-vasculaire (recherche d'une hypertension artérielle, d'une valvulopathie…) est effectué, et est généralement accompagné d'un ECG. Ce dernier peut être strictement normal mais peut également révéler des troubles du rythme asymptomatiques, tels que des extrasystoles auriculaires ou extrasystoles ventriculaires, une fibrillation auriculaire, un syndrome de Wolff-Parkinson-White, d'un espace PR court, des séquelles d'infarctus du myocarde, ou des troubles de la conduction.
L'échographie cardiaque permet d'investiguer une potentielle maladie cardio-vasculaire méconnue jusqu'à présent.
Le Holter-ECG (enregistrement de l'ECG pendant un ou plusieurs jours) permet de dépister des troubles du rythme asymptomatique ou, en cas de palpitations survenant pendant le port de l'appareil, de caractériser ces dernières. Si les palpitations sont rares, on peut être amené à utiliser un enregistreur d'événements pouvant être porté jusqu'à quinze jours, voire un holter implantable. Il est tout de même important de garder à l'esprit que la corrélation entre palpitations et troubles rythmiques reste faible.
Il est possible d'aller jusqu'à une exploration électrophysiologique pour mieux caractériser un trouble du rythme et proposer un éventuel traitement (ablation par radiofréquence).
Un bilan biologique permet de rechercher une éventuelle anémie pouvant causer une tachycardie, une hyperthyroïdie par le dosage de la TSH, une anomalie du ionogramme sanguin peut faciliter la survenue d'un trouble du rythme.

## Causes

### Causes rythmiques
Les causes rythmiques sont caractérisées par les troubles de la conduction cardiaque et les troubles du rythme cardiaque.

### Causes non rythmiques
Un stress, une angoisse ou une émotion forte peuvent provoquer des palpitations en l'absence d'anomalie des battements cardiaques. Ce diagnostic est retenu dans environ un tiers des cas. En revanche, un véritable trouble du rythme peut mimer une attaque de panique.
Certaines maladies peuvent entraîner une tachycardie sinusale : insuffisance cardiaque, hyperthyroïdie, anémie, hypoglycémie, voire hyperthermie.
La prise de certains produits peut également accélérer le cœur, voire provoquer de véritables troubles du rythme : l'alcool ou différentes substances excitantes.
Les palpitations peuvent être un symptôme du syndrome d'activation mastocytaire,.

## Traitement
Certains troubles du rythme sont bénins et bien tolérés, ils ne nécessitent donc pas d'intervention particulière et le simple fait de rassurer le patient suffit. D'autres cas plus sérieux nécessitent une prise en charge plus spécifique.